# Arco-Íris (São Paulo)
Arco-Íris é um município brasileiro do estado de São Paulo. Sua população estimada em 2024 era de 2.085 habitantes.

## História
O pioneiro João Florenço interessado na imensa quantidade de madeira de lei, resolveu adquirir uma gleba de 15 alqueires, onde inicia uma plantação de cereais. Começam a chegar outros pioneiros, como José Morábito e Aurélio Moreno Zamora. Este adquire seu sítio onde inicia a construção da primeira casa de tijolos no vilarejo, chamada Vila Santa Helena.
Com o desenvolvimento do vilarejo e consequente possibilidade de elevação para distrito, trava-se na futura cidade uma discussão para mudança de nome. A Lei Estadual nº 233, de 24 de dezembro de 1948, concretiza a mudança para Arco-Íris, pertencente ao Município de Tupã.
Foi desmembrado de Tupã em 1997. Era distrito e hoje é município.

### Formação territorial-administrativa
Histórico da formação do município:
- Distrito criado com a denominação de Arco-íris, com sede no povoado de Santa Helena, município de Tupã, pela Lei nº 233, de 24/12/1948
- Município criado pela Lei nº 8.550, de 30/12/1993

## Geografia
Sua área é de 261,9 km² e se localiza numa altitude de 419 m.

### Hidrografia
- Rio Feio
- Ribeirão Iacri

### Rodovias
- SP-294

## Demografia

### População
| Crescimento populacional                             | Crescimento populacional | Crescimento populacional | Crescimento populacional |
| Ano                                                  | População Total          |                          | %±                       |
| ---------------------------------------------------- | ------------------------ | ------------------------ | ------------------------ |
| 2000                                                 | 2 163                    |                          | —                        |
| 2010                                                 | 1 925                    |                          | −11,0%                   |
| 2022                                                 | 2 044                    |                          | 6,2%                     |
| Est. 2024                                            | 2 085                    | [ 7 ]                    | 2,0%                     |
| Fontes: Censos Demográficos IBGE e Estimativas SEADE |                          |                          |                          |

### Dados demográficos
Dados do Censo - 2010
População total: 1925
Densidade demográfica (hab./km²): 8,26
Mortalidade infantil até 1 ano (por mil): 22,65
Expectativa de vida (anos): 67,96
Taxa de fecundidade (filhos por mulher): 2,02
Taxa de alfabetização: 82,08%
Índice de Desenvolvimento Humano (IDH-M): 0,708
- IDH-M Renda: 0,616
- IDH-M Longevidade: 0,716
- IDH-M Educação: 0,793

(Fonte: IPEADATA)

## Política e administração
O primeiro prefeito de Arco-Íris foi Geraldo Borges, sendo eleito e permanecendo durante 8 anos (1997-2005). A Câmara Municipal é composta de 9 (nove) Vereadores.
O segundo prefeito foi José Luiz da Silva, sendo eleito e permanecendo também durante 8 anos (2005-2013).
Em 2013 foi eleita a primeira mulher prefeita de Arco-Íris, Ana Serafim.

## Infraestrutura

### Comunicações
O sistema de telefones automáticos, assim como o sistema de discagem direta à distância (DDD) com o código de área (0144), foram implantados pela Telecomunicações de São Paulo (TELESP).
Na década de 90 o código DDD da cidade foi alterado para (014), para padronização do sistema telefônico com a telefonia celular que estava sendo implantada em todo o estado.

## Religião
O Cristianismo se faz presente na cidade da seguinte forma:

### Igreja Católica
- A igreja faz parte da Diocese de Marília.[15]

### Igrejas Evangélicas
Entre as igrejas protestantes históricas, pentecostais e neopentecostais, encontram-se na cidade:
- Assembleia de Deus Ministério do Belém.[18][19]
- Congregação Cristã no Brasil.[20]